# UKáčko.cz

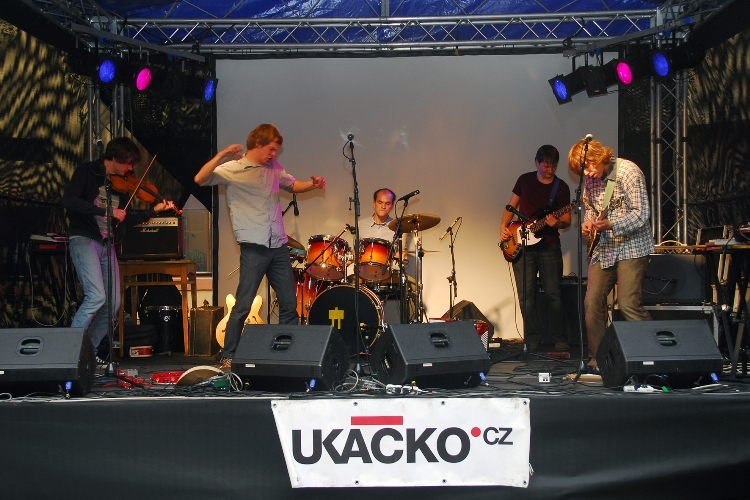
UKáčko.cz podporuje řadu kulturních a společenských akcí. Na snímku druhý ročník Jarmarku studentů UK v říjnu 2010.

UKáčko.cz je zpravodajský portál studentů Univerzity Karlovy v Praze. Pokrývá dění na všech 17 fakultách univerzity a jeho cílovou skupinou je více než 50 000 studentů i pedagogů. Cílem portálu je přinášet objektivní a poutavé zpravodajství o dění v akademické obci a o studentském životě. Provozovatelem je občanské sdružení UK media.
Portál byl spuštěn v dubnu 2008, prvním šéfredaktorem byl po krátkou dobu Martin Benda, ve školním roce 2008–2009 Martin Polívka a od roku 2009 jím je Mirek Kašpar, všichni jsou nebo byli studenty Fakulty sociálních věd UK. Redakce má dlouhodobě kolem 15 stálých členů a řadu externích spolupracovníků.[zdroj?]
Redakce zveřejňuje nové články zpravidla několikrát do týdne. Pro svou kvalitu jsou respektovány a citovány i významnými celostátními médii. Po vzoru portálu UKáčko.cz vznikl v roce 2010 na Masarykově univerzitě v Brně studentský web LeMUr.mu.
Koncem roku 2009 také začala zkušebně fungovat videosekce portálu pod značkou UKáčko.tv, v roce 2011 pro tuto internetovou televizi vznikl i samostatný web. UKáčko.tv je také registrováno jako „poskytovatel audiovizuálních mediálních služeb na vyžádání“ u Rady pro rozhlasové a televizní vysílání.
UKáčko.cz je mezi studentskými médii průkopníkem moderních technologií.[zdroj?] V roce 2009 přineslo celodenní online přenos z pražského Majálesu. O rok později pak zajistilo i přímé videopřenosy ze čtyř předvolebních debat pořádaných o. p. s. Agora CE a spolu s Lidovými novinami a Respektem bylo také mediálním partnerem celého projektu. Portál také začal aktivně používat moderní sociální sítě jako je Facebook a Twitter ještě před jejich masovým rozšířením v Česku.[zdroj?]